# Francisca Pulido
Francisca Pulido (Punta Arenas, 1971) es una arquitecta y académica chilena, destacada por sus obras construidas en Chile y el resto de América. Fue cofundadora de la oficina de arquitectura Assadi + Pulido.

## Trayectoria
Francisca Pulido se tituló de arquitecta de la Universidad Finis Terrae en 1996. Ese mismo año comenzó a trabajar con el arquitecto chileno Mathias Klotz hasta 2000, cuando decidió trabajar independientemente. En 2005 fundó el estudio Assadi + Pulido junto a su entonces socio y pareja, el arquitecto Felipe Assadi, hasta su término en 2012.
Pulido ha sido profesora en la Universidad Finis Terrae, Universidad Andrés Bello, Universidad de Talca, Universidad del Desarrollo y Universidad Mayor en Chile y en la IUAV de Venecia, Italia.
Con obras en Chile, México, Guatemala, Perú y Estados Unidos, destacan el diseño en conjunto con Felipe Assadi en el Edificio GEN, la Casa Deck y Pabellón de Cuatro Usos, además de la Casa Roel (junto a Isaac Broid) en México.
Ha sido invitada a dar conferencias en Brasil, Perú, México, Puerto Rico, Argentina, Estados Unidos, España e Italia. Su obra ha sido publicada en varios países y revistas como Wallpaper y Architectural Review en Londres, Arquitectura Viva y AV Monografías en Madrid, Architectural Record en NY, GA en Tokio, Domus y Casabella en Italia.
Pulido fue directora del Congreso ARQUINE en Chile en las ediciones 2014 y 2016. Asimismo, fue la directora de la Muestra Profesional de la XIX Bienal de Arquitectura de Chile en 2015.
Desde 2018 es Directora de Postgrado y Educación Continua de la Facultad de Arquitectura y Diseño de la Universidad Finis Terrae.

## Publicaciones
- 2002 — Último Chile. Arquitectura Viva, España[5]
- 2007 — C3 Nº 275: Felipe Assadi + Francisca Pulido. Editorial C3, Corea del Sur[6]